# Tabriz Khalilbeyli
Tabriz Khalilbeyli (en azerí: Xəlilbəyli Təbriz Xəlil Rza oğlu) — Héroe Nacional de Azerbaiyán, combatiente de la Guerra del Alto Karabaj. Hijo del poeta azerbaiyano Khalil Rza.

## Vida
Nació en la ciudad de Bakú el 12 de febrero de 1964. En 1981 acabó la escuela secundaria N.º 18 M.Mushfiq en la ciudad de Bakú. En 1982 ingresó en el Instituto Estatal de Arte de Azerbaiyán. Él estudiaba y al mismo tiempo trabajaba en la compañía de producción de cine “Azerbaijanfilm”.

### Familia
Estaba casado y tenía dos hijas.

## Participación en las batallas

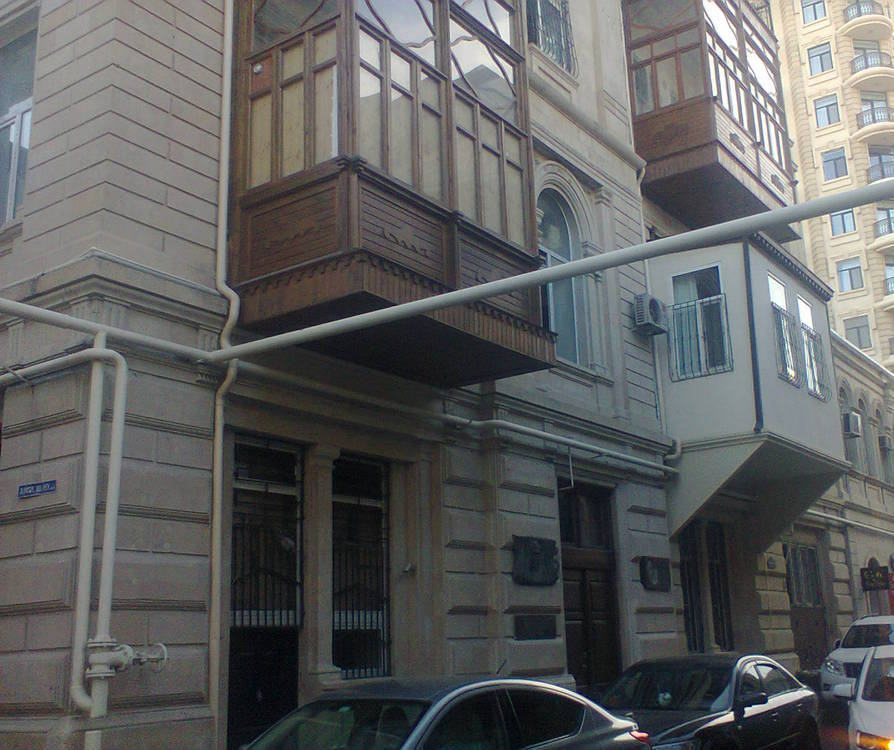
Casa en Bakú, donde vivió Tabriz Khalilbeyli

A fines de 1991 Khalilbeyli Tabriz se enlistó como voluntario al frente. Se distinguió en las batallas de las aldeas de Khramort y Nakhichevanik. Fue condecorado con el premio de “Lobo gris” del Ministerio del Interior por su participación en dichas batallas. El 31 de enero de 1992 Tabriz Khalilbayli acudió a su último combate. Khalilbeyli murió en la operación de Dashalty organizada con el fin de levantar el sitio de Shusha.

## Héroe Nacional
Fue considerado Héroe Nacional por el decreto del Presidente de la República de Azerbaiyán No. 264 del 8 de octubre de 1992, Khalilbeyli Tebriz Khalil Rza oglu recibió el título de Héroe Nacional de Azerbaiyán a título póstumo.
- 1992 —  Héroe Nacional de Azerbaiyán.

Fue enterrado en el Callejón de los Mártires de la ciudad de Bakú. 
Asimismo, una de las calles en la ciudad de Bakú y otra en la región de Salyan llevan su nombre. Fue instalada una placa conmemorativa en el muro de la casa donde vivía Tabriz Khalilbeyli. El barco utilizado para el servicio especial fue nombrado después de él.